# Benedictus Appenzeller
Benedictus Appenzeller aussi Appenzelders, né à Audenarde vers 1480 ( ? ) et mort après 1558 ( ? ), est un compositeur franco-flamand.  Dans la littérature, il est souvent confondu avec le compositeur allemand Benedictus Ducis.  Malgré son patronyme qui indique, en apparence, une origine suisse, il est considéré comme un polyphoniste franco-flamand.

## Biographie
Appenzeller fut chef de chœur à la chapelle de la cour bruxelloise de Marie de Hongrie, gouvernante des Pays-Bas, de 1537 à 1551.  Vers 1539, il succéda à Jehan Gossins, décédé l'année précédente, en tant que précepteur des enfants de chœur de la chapelle de la cour de la gouvernante, qu'il accompagna à son voyage en Espagne en 1551.  On ne sait pas combien de temps il est resté au service de la gouvernante et la date de sa mort est inconnue.  De 1555 à 1558, il fut maître de chœur de l'église collégiale Sainte-Gudule.

## Œuvre
On a attribué un grand nombre de chansons, de danses, de motets, de messes et douze Magnificat à Appenzeller.
La source principale des œuvres connues d'Appenzeller est le recueil Des chansons a quattre parties de 1542, publié à Anvers par Jehan (du) Buys et Henry Loys, contenant uniquement des chansons de sa plume.  Certaines sources considèrent cet ouvrage comme la première édition de musique polyphonique faite en double passage aux Pays-Bas.  Dans ces œuvres, il utilise à la fois les textures polyphone et homophone, afin d'obtenir une expression sensible des paroles, alors que les refrains et autres motifs récurrents témoignent de l'influence des formes lyriques plus anciennes. 
Appenzeller est l'un de ces compositeurs qui commémorèrent la mort de leur maître ou modèle présumé Josquin Desprez, figure de proue de la génération précédente de compositeurs, par un chant funèbre ou nenia ; Hieronymus Vinders mit en musique à sept voix O mors inevitabilis, Nicolas Gombert à six voix et Appenzeller à quatre voix Musae Jovis.  Dans le poème qui est à l'origine de ces deux dernières compositions, le poète Gerhardus Avidius de Nimègue fait dire à Apollon que Josquin Desprez était cher à Jupiter et qu’il triomphe dans les armées célestes. 
Érasme, lui aussi, fut commémoré par Benedictus Appenzeller dans le motet-chanson Plangite pierides/Cecidit corona capitis.  De la chanson de Molinet Tart ara mon cueur sa plaisance, Appenzeller a emprunté le ténor comme point de départ pour le motet Aspice Domine. 
On connaît d'Appenzeller deux chansons néerlandaises. Een Venus dierken heb ick uutvercoren n'est connue que par le Tweetste Musijck Boexken (1551) de Tielman Susato.  Mijn liefkens bruijn ooghen à cinq voix est conservée par deux sources distinctes : 
- un manuscrit incomplet des Pays-Bas daté vers 1540-1550, conservé au musée international et bibliothèque de la musique de Bologne (uniquement les parties bassus et quintus),
- un ouvrage allemand de 1540, Selectissimae necnon familiarssimae cantiones, publié chez Melchior Kriesstein à Augsbourg (la mélodie de cette chanson très populaire, harmonisée par plusieurs autres compositeurs, figure comme cantus firmus dans un Salve Regina attribué à Appenzeller).

## Ressources

### Sources
- BONDA, Jan Willem.  De meerstemmige Nederlandse liederen van de vijftiende en zestiende eeuw (Les chansons polyphoniques néerlandaises des XVe et XVIe siècles), Hilversum, Verloren, 1996  (ISBN 90-6550-545-8)
- Discographie sur Medieval.org.
- GRIJP, Louis Peter (éd.).  Een muziekgeschiedenis der Nederlanden, Amsterdam, Amsterdam University Press - Salomé – Éditions Pelckmans - Meertensinstituut - Koninklijke Vereniging voor Nederlandse Muziekgeschiedenis, 2001  (ISBN 90 5356 488 8).
- The New Grove Dictionary of Music and Musicians, Londres, 2001.